# Kirchenkreis Birkenfeld

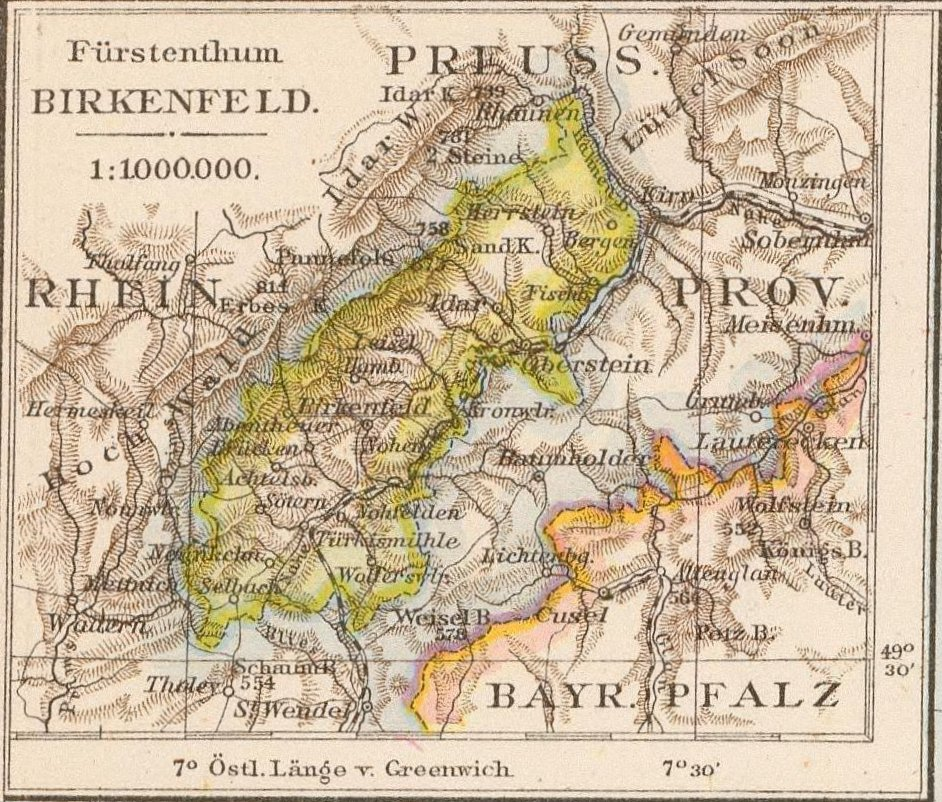
Landkarte des Fürstentums Birkenfeld (1881), dessen Grenzen mit denen des Kirchenkreises Birkenfeld übereinstimmen

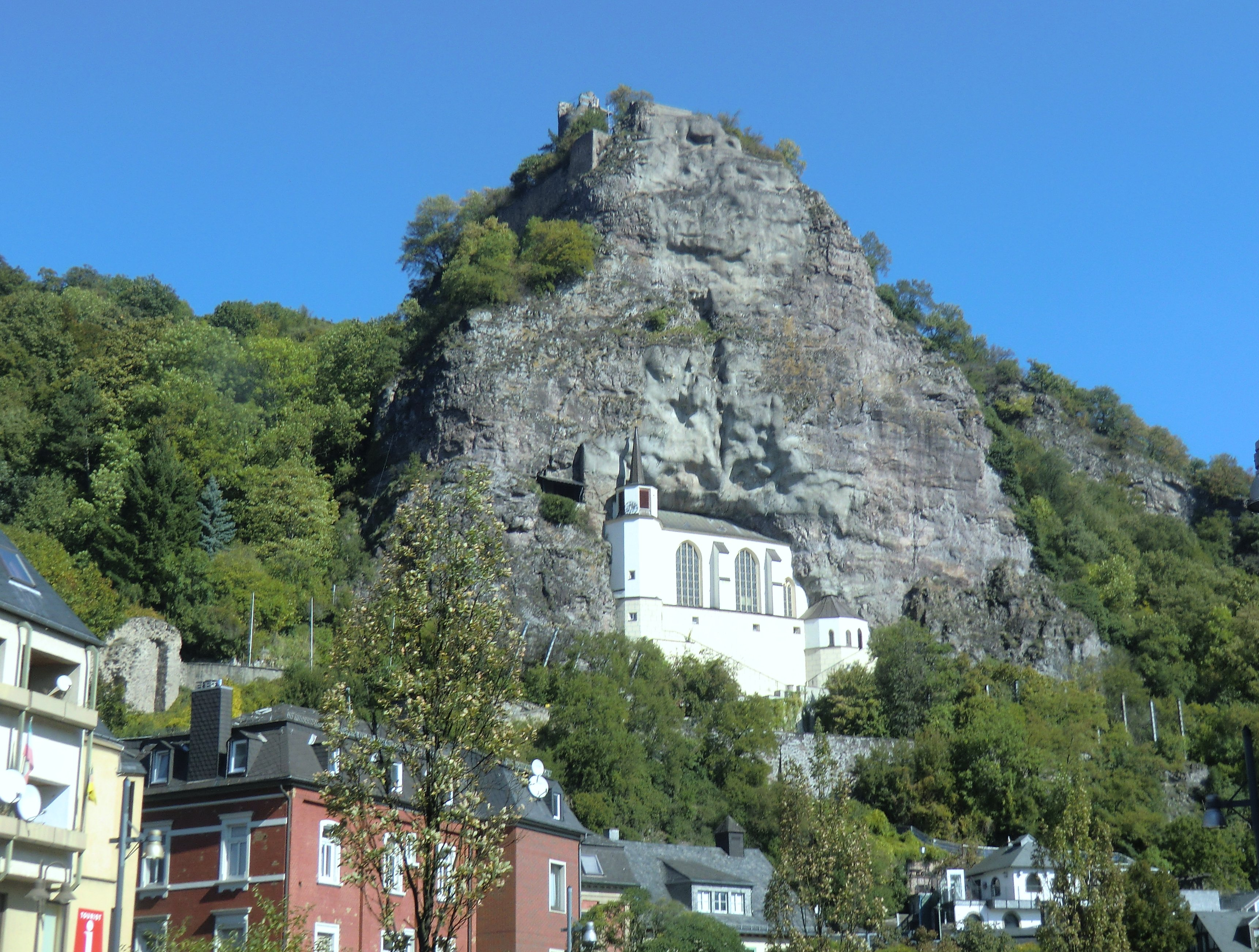
Bekannteste Kirche Felsenkirche Idar-Oberstein

Der Kirchenkreis Birkenfeld ist ein ehemaliger Kirchenkreis der Evangelischen Kirche im Rheinland. Er umfasste 26 Kirchengemeinden mit zuletzt insgesamt 41.032 Gemeindegliedern (Stand: Juli 2008). Sitz der Superintendentur war Idar-Oberstein.
Zum 1. April 2010 wurde der Kirchenkreis aufgelöst und ging im neuen Kirchenkreis Obere Nahe auf.
Letzter Superintendent des Kirchenkreises war Pfarrer Edgar Schäfer aus Birkenfeld.
Historisch bedeutsam war der Kirchenkreis Birkenfeld insofern, als er bis zum Jahr 1934 eine eigene Landeskirche bildete, nämlich die „Evangelische Kirche des Fürstentums (bzw. nach 1918: Landesteils) Birkenfeld“.

## Geschichte
Vor 1789 gehörte das Gebiet des späteren Kirchenkreises Birkenfeld zu verschiedenen Herrschaften, insbesondere zur Hinteren Grafschaft Sponheim, zur Grafschaft Veldenz (bzw. zum Herzogtum Pfalz-Zweibrücken) und zur Herrschaft Oberstein. So wurde die Reformation in einigen Teilen bereits 1523 durch die Herzöge von Zweibrücken eingeführt, während der größere Teil des Gebietes erst 1557 evangelisch wurde. Bis heute sind die meisten Gemeinden lutherisch geprägt.

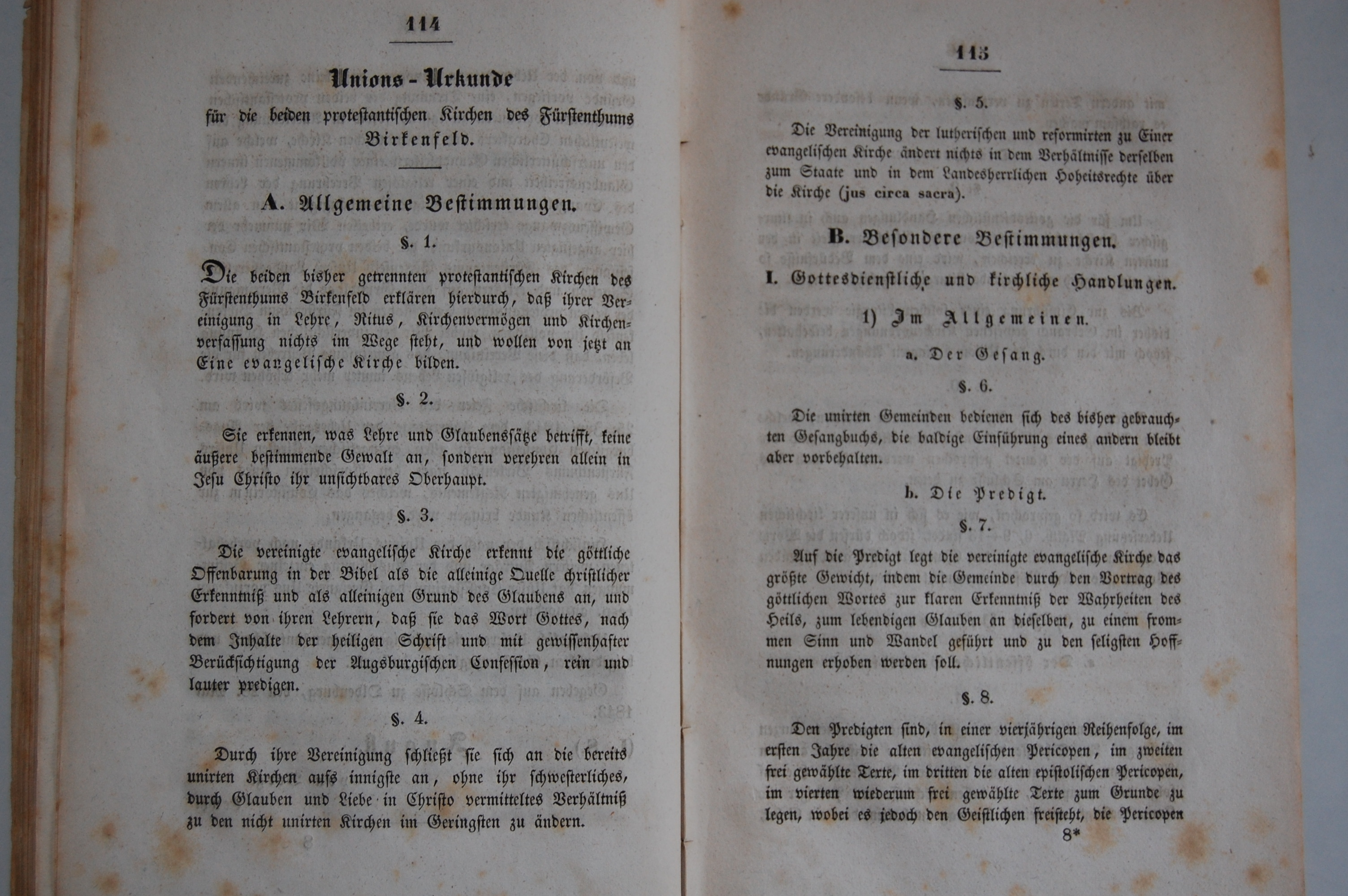
Die Unionsurkunde der evangelischen Kirchen im Fürstentum Birkenfeld

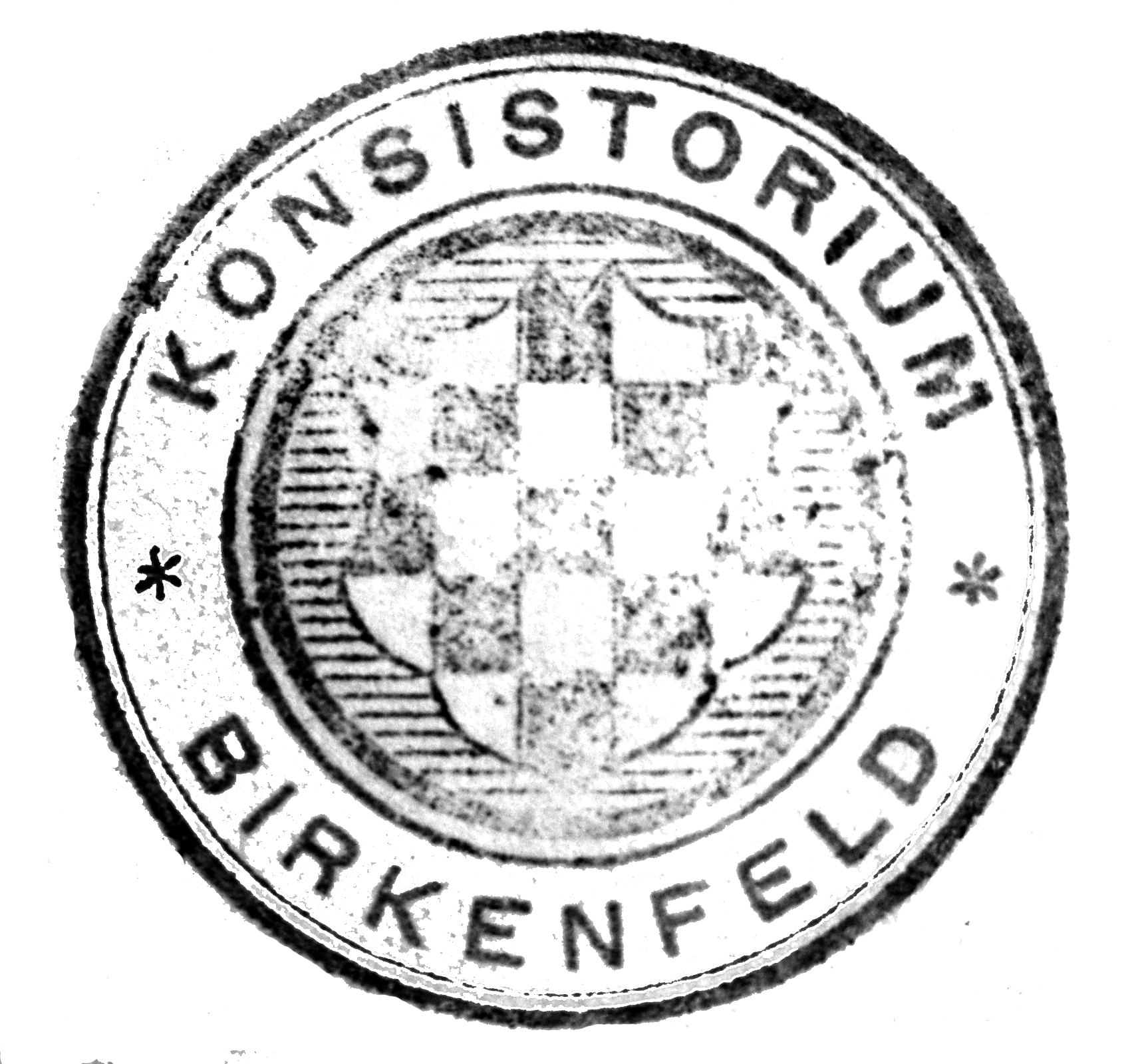
Siegel des Birkenfelder Konsistoriums

Durch den Wiener Kongress wurde auch die politische Situation im Nahegebiet grundlegend geändert. Das Gebiet des späteren Kirchenkreises Birkenfeld wurde als Fürstentum Birkenfeld Teil des Großherzogtums Oldenburg. Aufgrund konfessioneller Differenzen – es gab im Fürstentum Birkenfeld einige wenige reformierte Gemeinden – kam es aber nie zu einer Vereinigung der Birkenfelder und der Oldenburger Kirche, stattdessen bildete sich eine eigene Birkenfelder Landeskirche heraus, und zwar endgültig mit der Birkenfelder Union von 1843, bei der sich die lutherischen und reformierten Gemeinden zu einer einzigen unierten evangelischen Kirche vereinten.
Bis 1918 war der Herzog bzw. Großherzog summus episcopus der Birkenfelder Landeskirche. Die Leitung vor Ort nahm ein Konsistorium wahr, dem der Vorsitzende der Birkenfelder Staatsregierung vorstand. Das höchste geistliche Amt war das des Superintendenten. Bis 1919 war dieses Amt mit der 1. Pfarrstelle der Kirchengemeinde Birkenfeld verbunden. Nach dem Ende des landesherrlichen Kirchenregiments 1919 wurde aus dem Superintendenten der Kirchenrat, ein Titel, der schon vorher von den meisten Birkenfelder Superintendenten als Ehrentitel geführt wurde.
War die Birkenfelder Landeskirche noch nie sonderlich gut versorgt gewesen, so stellte sich in den folgenden Jahren immer deutlicher heraus, dass sie als eigene Landeskirche auf die Dauer nicht überlebensfähig sein würde. Frühere Überlegungen aufgreifend, schloss man sich daher 1934 der Rheinischen Kirchenprovinz der Evangelischen Kirche der Altpreußischen Union an und ging in dieser nunmehr als Kirchenkreis Birkenfeld auf. Seit 1948 gehörte der Kirchenkreis zur neugegründeten Evangelischen Kirche im Rheinland.
Das Ende des Zweiten Weltkrieges brachte zudem eine weitere Veränderung mit sich: Ein Teil des Kirchenkreisgebietes mit den Gemeinden Bosen, Nohfelden, Sötern und Wolfersweiler wurde dem zunächst französisch verwalteten Saarland zugeschlagen, während der nördliche Teil zu Rheinland-Pfalz gehörte, was besonders hinsichtlich der Finanzierung der Pfarrbesoldung problematisch war, da das Saarland keine Staatsleistungen zahlte.
Aufgrund der demografischen und finanziellen Entwicklung stimmte die Kreissynode im November 2008 einer Fusion des Kirchenkreises Birkenfeld mit dem rheinland-pfälzischen Teil des Kirchenkreises St. Wendel zu. Diese erfolgte zum 1. April 2010. Der damit neugebildete Kirchenkreis trägt den Namen „Kirchenkreis Obere Nahe“.

## Liste der Birkenfelder Superintendenten und Kirchenräte

### Superintendenten
- 1817–1822 Johann Adam Weber (für die reformierten Gemeinden)
- 1817–1833 Johann Karl Leopold Gottlieb (bis 1822 nur für die lutherischen Gemeinden)
- 1833–1868 Jacob Friedrich Heddäus
- 1868–1881 Karl Friedrich Christian Gottlieb
- 1881–1907 Karl Friedrich Ludwig Haack
- 1907–1919 Friedrich Wilhelm Lueg

### Kirchenräte
- 1919–1923 Karl Friedrich Gotthilf Bonnet
- 1923–1927 Adolf Neubach
- 1927–1934 Karl Georg Friedrich Zeller

### Superintendenten
- 1934–1937 Paul Klos
- 1937–1950 Karl Georg Friedrich Zeller (bis 1946 als „Superintendentur-Verwalter“)
- 1950–1975 Hermann Heinrich Schuster
- 1975–1992 Ernst Georg Hermann Gillmann
- 1992–2010 Edgar Schäfer

## Gemeinden
Zum Kirchenkreis Birkenfeld gehörten folgende Kirchengemeinden:
- Achtelsbach
- Bergen
- Birkenfeld
- Bosen
- Brücken
- Ellweiler
- Fischbach
- Georg-Weierbach
- Göttschied
- Herrstein
- Idar
- Kirnsulzbach
- Kirschweiler
- Leisel
- Mörschied
- Niederbrombach
- Niederwörresbach
- Nohen
- Nohfelden
- Oberstein
- Siesbach
- Sötern
- Veitsrodt
- Weiden
- Wickenrodt
- Wolfersweiler